# Holger Rasmussen
Holger Rasmussen (11 de marzo de 1870 – 17 de junio de 1926) fue un escritor, actor y director teatral y cinematográfico de nacionalidad danesa, activo en la época del cine mudo.

## Biografía
Su nombre completo era Poul Johan Holger Christian Rasmussen, y nació en Nyborg, Dinamarca, siendo sus padres el maestro de gimnasia I.I. Rasmussen y su esposa, Stine Nielsen. Rasmussen debutó como actor teatral en escenarios provinciales en 1893, viajando en giras hasta 1895, cuando llegó al Teatro Casino de Copenhague, donde tuvo gran éxito. En 1900 pasó al Dagmarteatret, permaneciendo allí hasta 1905, momento en el cual volvió de nuevo al Casino, donde trabajó hasta el año 1910. Entre 1914 y 1919 fue director de escena, así como director del Casino. 
En 1908 debutó como actor de cine mudo, participando después en diez producciones de Nordisk Film. Promovido rápidamente al puesto de director artístico, en 1910 fue sustituido por August Blom. En 1912 pasó a Kinografen, actuando por última vez en la película de Benjamin Christensen rodada en 1914 Det hemmelighedsfulde X.
Además de su faceta interpretativa, Rasmussen escribió varios libros (novelas, cuentos, poemas y obras de teatro populares), siendo el primero de ellos Sommerbørn (1898). Además, compuso música y escribió canciones.
Holger Rasmussen falleció en 1926  Faxe Ladeplads, Dinamarca, siendo enterrado en el Cementerio de Holmen, en Østerbro, Copenhague. El 18 de junio de 1897 se había casado con la actriz Ingeborg Rasmussen (1868-1926).

## Filmografía

### Actor
- 1908 : Gennem livets skole
- 1908 : Alene i Verden, de Viggo Larsen
- 1910 : Fødselsgaven
- 1910 : Fugleskræmslet
- 1910 : Sølvdaasen
- 1910 : Hverm er hun?
- 1910 : Den sorte hånd
- 1910 : Flugten over Atlanterhavet
- 1910 : Hvem er hun?
- 1910 : Magdalene
- 1910 : Doktor Crippen og Miss le Nove
- 1912 : Guldgossen
- 1912 : Kansleren kaldet (Den sorte Panter)
- 1913 : Den lurende Død
- 1914 : Det hemmelighedsfulde X, de Benjamin Christensen

### Director
- 1909 : Når djævle er på spil
- 1909 : Grevinde X
- 1910 : Mellem pligt og kærlighed
- 1910 : La Femme
- 1910 : Dobbeltgængeren
- 1910 : Modermærket
- 1910 : Kean
- 1910 : Magdalene
- 1910 : Hvem er hun?
- 1910 : Hittebarnet
- 1911 : De to Hjem paa Nørrebro
- 1916 : Det røde Alfabet